# Rimsjö naturreservat
Rimsjö naturreservat är ett naturreservat i Norrtälje kommun i Stockholms län.
Området är naturskyddat sedan 1946 och är 5,5 hektar stort. Reservatet är uppdelad i två områden. Reservatet består av beteshagar glest bevuxna med ekar.